# تپه ابوالمهدی
تپه ابوالمهدی مربوط به دوره هخامنشی - دوره ساسانیان است و در شهرستان پاسارگاد، بخش مرکزی، دهستان کمین، ۱۰۰ متری شمال شرق روستای ابوالمهدی واقع شده و این اثر در تاریخ ۲۶ اسفند ۱۳۸۶ با شمارهٔ ثبت ۲۱۹۳۲ به‌عنوان یکی از آثار ملی ایران به ثبت رسیده است.